# 豪斯 (北卡羅萊納州)
豪斯（英語：House）是位於美國北卡羅萊納州皮特縣的非建制地區。

## 歷史
豪斯的郵局於1891年設立，其後於1918年停運。

## 地理
豪斯所處的海拔為高於海平面9米（即30英呎），而該地所採用的時區為UTC-5，即北美东部时区（EST）。同時該地設有夏令時間，為UTC-5調快一小時，即UTC-4（EDT）。